# Devil Dog: The Hound of Hell
Devil Dog: The Hound of Hell (No Brasil: O cão do Diabo) é um filme de horror estadunidense feito para a TV, em 1978. Dirigido por Curtis Harrington, escrito por Elinor Karpf e Steven Karpf.

## Sinopse
O filme iniciava com uma seita de adoradores do diabo em um ritual satânico que tinha uma cadela pastor alemão com uma ninhada de cães. O ritual culmina na encarnação de demônios nos pequenos cães. Um destes cães é comprado por uma família. Com o passar dos dias a empregada da casa assusta-se com o olhar do pequeno cão e fala para o pai da família que não liga para o fato e acalma a empregada. A empregada muito religiosa reza em presença do cão que faz com que a mesma prenda fogo em seu corpo. Outros fatos estranhos começam a ocorrer e o pai tenta livrar-se do cão em vão, em uma das suas tentativas leva o cão para longe de sua casa e atira com um revolver contra o mesmo, Nada provocando no cão. Abandonando o cão, o pai volta de carro a sua casa encontrando o cão em frente a sua casa com a sua mulher e filho (ambos dominados pelo demônio). O filme termina com o terrível confronto entre o pai e o demônio.

## Elenco
- Richard Crenna ...  Mike Barry
- Yvette Mimieux ...  Betty Barry
- Kim Richards ...  Bonnie Barry
- Ike Eisenmann ...  Charlie Barry (creditado Ike Eisenman)
- Victor Jory ...  Shaman
- Lou Frizzell ...  George
- Ken Kercheval ...  Miles Amory
- R.G. Armstrong ...  Dunworth
- Martine Beswick...  Red Haired Lady
- Bob Navarro ...  Newscaster
- Lois Ursoni ...  Mrs. Hadley
- Jerry Fogel ...  Doctor
- Warren Munson ...  Superintendent
- Shelley Curtis ...  1st Cultist
- Deborah Karpf ...  1st Girl
- Jan Burrell ...  2nd Cultist
- Kevin McKenzie ...  Joe
- Jack Carol ...  Gate Guard
- Dana Laurita ...  2nd Girl
- James Reynolds ...  Policeman
- E.A. Sirianni ...  Cultist in Car
- Tina Menard ...  Maria